# Suisse aux Jeux olympiques d'été de 1948
La Suisse participe aux Jeux olympiques d'été de 1948 à Londres, au Royaume-Uni. Elle y remporte vingt médailles : cinq d'or, dix d'argent et cinq de bronze, se classant à la 9e place au tableau des médailles. L'athlète Armin Scheurer est le porte-drapeau d'une délégation suisse comptant 171 sportifs (165 hommes et 6 femmes).

## Médailles
| Médaille                            | Nom | Sport       | Compétition                         |
| ----------------------------------- | --- | ----------- | ----------------------------------- |
| Médaille d'or, Jeux olympiques      | Hans Moser | Équitation  | Dressage individuel                 |
| Médaille d'or, Jeux olympiques      | Karl Frei | Gymnastique | Anneaux hommes                      |
| Médaille d'or, Jeux olympiques      | Michael Reusch                                                                                                   | Gymnastique | Barres parallèles hommes            |
| Médaille d'or, Jeux olympiques      | Josef Stalder | Gymnastique | Barre fixe hommes                   |
| Médaille d'or, Jeux olympiques      | Emil Grünig | Tir         | 300 mètres carabine trois positions |
| Médaille d'argent, Jeux olympiques  | Gaston Godel | Athlétisme  | 50 kilomètres marche                |
| Médaille d'argent, Jeux olympiques  | Hans Kalt Josef Kalt                                                                                             | Aviron      | Deux sans barreur                   |
| Médaille d'argent, Jeux olympiques  | Émile Knecht André Moccand Rudolf Reichling Erich Schriever Pierre Stebler (en)                                  | Aviron      | Quatre barré                        |
| Médaille d'argent, Jeux olympiques  | Oswald Zappelli                                                                                                  | Escrime     | Épée hommes                         |
| Médaille d'argent, Jeux olympiques  | Karl Frei Christian Kipfer Walter Lehmann Robert Lucy Michael Reusch Josef Stalder Emil Studer Melchior Thalmann | Gymnastique | Concours général par équipe hommes  |
| Médaille d'argent, Jeux olympiques  | Walter Lehmann                                                                                                   | Gymnastique | Concours général individuel hommes  |
| Médaille d'argent, Jeux olympiques  | Walter Lehmann                                                                                                   | Gymnastique | Barre fixe hommes                   |
| Médaille d'argent, Jeux olympiques  | Michael Reusch                                                                                                   | Gymnastique | Anneaux hommes                      |
| Médaille d'argent, Jeux olympiques  | Fritz Stöckli | Lutte       | Poids mi-lourds                     |
| Médaille d'argent, Jeux olympiques  | Rudolf Schnyder                                                                                                  | Tir         | Pistolet à 50 mètres                |
| Médaille de bronze, Jeux olympiques | Fritz Schwab | Athlétisme  | 10 kilomètres marche                |
| Médaille de bronze, Jeux olympiques | Christian Kipfer                                                                                                 | Gymnastique | Barres parallèles hommes            |
| Médaille de bronze, Jeux olympiques | Josef Stalder | Gymnastique | Barres parallèles hommes            |
| Médaille de bronze, Jeux olympiques | Hermann Baumann                                                                                                  | Lutte       | Poids légers                        |
| Médaille de bronze, Jeux olympiques | Adolf Müller | Lutte       | Poids plume                         |